# Sireethorn Leearamwat
Sireethorn Leearamwat (Thai: สิรี ธร ลี ห์ อร่าม วั ฒ น์) (Bangkok, 4 dicembre 1993) è una modella tailandese, incoronata Miss International 2019.

## Biografia
È la prima tailandese a vincere il concorso Miss International ed è anche la prima del suo paese a vincere uno dei cosiddetti "4 grandi concorsi di bellezza internazionali" da quando Bui Simon è stata incoronata Miss Universo 1988. Prima di vincere Miss International, Leearamwat ha vinto il concorso di Miss Tailandia 2019. Leearamwat lavora come farmacista.